# Mallosoma zonatum
Mallosoma zonatum là một loài bọ cánh cứng trong họ Cerambycidae.